# Open stad
Een open stad is een stad die in een oorlogssituatie niet verdedigd wordt. Een aanvaller kan daardoor zonder militaire weerstand te ondervinden binnentrekken. Omdat er niet wordt gevochten is de kans groot dat er weinig directe oorlogsschade ontstaat. In vroeger tijden werden letterlijk de stadspoorten open gezet.

## Economie
Ook speciale economische zones worden wel 'open stad' genoemd.